# 游雲鴻
游雲鴻，字漸甫，别號羽儀，福建興化府莆田縣軍籍。明朝政治人物。

## 生平
万历四十年（1612年）壬子鄉試舉人，四十四年（1616年）丙辰科进士，禮部觀政，初任浙江湖州府武康县知县，四十七年考察，降任直隸廣德州判官，三任河南南阳府泌陽縣知縣，四任南京刑部江西司主事，五年升員外郎、郎中，六年（1626年）升为安慶府知府，崇禎初受命谕祭左光斗，二年（1629年）转任两淮运使。崇禎四年（1631年）二月升雲南瀾滄道右參政，六年再升湖廣按察使，七年拾遺去職。卒祀郡名宦乡贤祠。

## 家族
曾祖游周孝。祖父游登程。父游純祐。
元配刘氏，封淑人，子宗選、宗遴。女游氏嫁庠生林显祚（同乡和同科进士林鸣璠之子）为妻，年二十八而寡，誓志事姑抚子，後子嘉楠领巳酉乡荐，知阜城县，赠孺人，卒年七十。

## 引用
1. ↑  《萬曆四十四年丙辰科進士序齒録》游云鸿 - 字漸甫，号羽儀，壬辰年生。興化府莆田縣軍籍，壬子鄉試六十名，會試二百九十六名。父纯祐。兄應龍，丁未進士，見任兵部主事。
2. ↑  《萬曆四十四年丙辰科進士履歷》：游雲鴻，羽儀，書一房，壬辰八月三十日生。莆田人，壬子六十，会二百九十六，三甲九十八名。礼部政，授武康知縣，己未考察，辛酉補河南泌陽知縣，壬戌調安陽縣，本年升南刑部江西司主事，乙丑升員外，升郎中，丙寅升安慶知府，己巳升两淮運使，辛未升雲南右參政，癸酉升湖廣按察使，甲戌拾遺。